# (158657) Célian
(158657) Célian, désignation internationale (158657) Celian, est un astéroïde de la ceinture principale.

## Description
(158657) Celian est un astéroïde de la ceinture principale. Il fut découvert le 4 mars 2003 à Saint-Véran par l'observatoire de Saint-Véran. Il présente une orbite caractérisée par un demi-grand axe de 2,43 UA, une excentricité de 0,14 et une inclinaison de 3,3° par rapport à l'écliptique.

## Compléments